# Technikon Witwatersrand
Technikon Witwatersrand was een technikon (technische universiteit) in Johannesburg, Zuid-Afrika, van 1903 tot en met 2004. De universiteit fuseerde op 1 januari 2005 samen met de Randse Afrikaanse Universiteit waarmee het sindsdien de Universiteit van Johannesburg vormt.
Een andere universiteit in Johannesburg is de Universiteit van de Witwatersrand.

## Geschiedenis
In 1923 stemde het parlement in met een wet voor de oprichting van Witwatersrand Technical Institute, wat uiteindelijk een feit werd in 1925.
Het instituut onderging verschillende veranderingen: zo kreeg de universiteit de naam Witwatersrand Technical College in 1930, the Witwatersrand College for Advanced Technical Education in 1968 en uiteindelijk de Technikon Witwatersrand in 1979.
Ten tijde van de fusie in 2005 kende het 12.000 studenten en 1200 personeelsldeden.

## Verbonden

### Als hoogleraar en student
- Willem Boshoff (1951), conceptueel kunstenaar